# Pia Lund

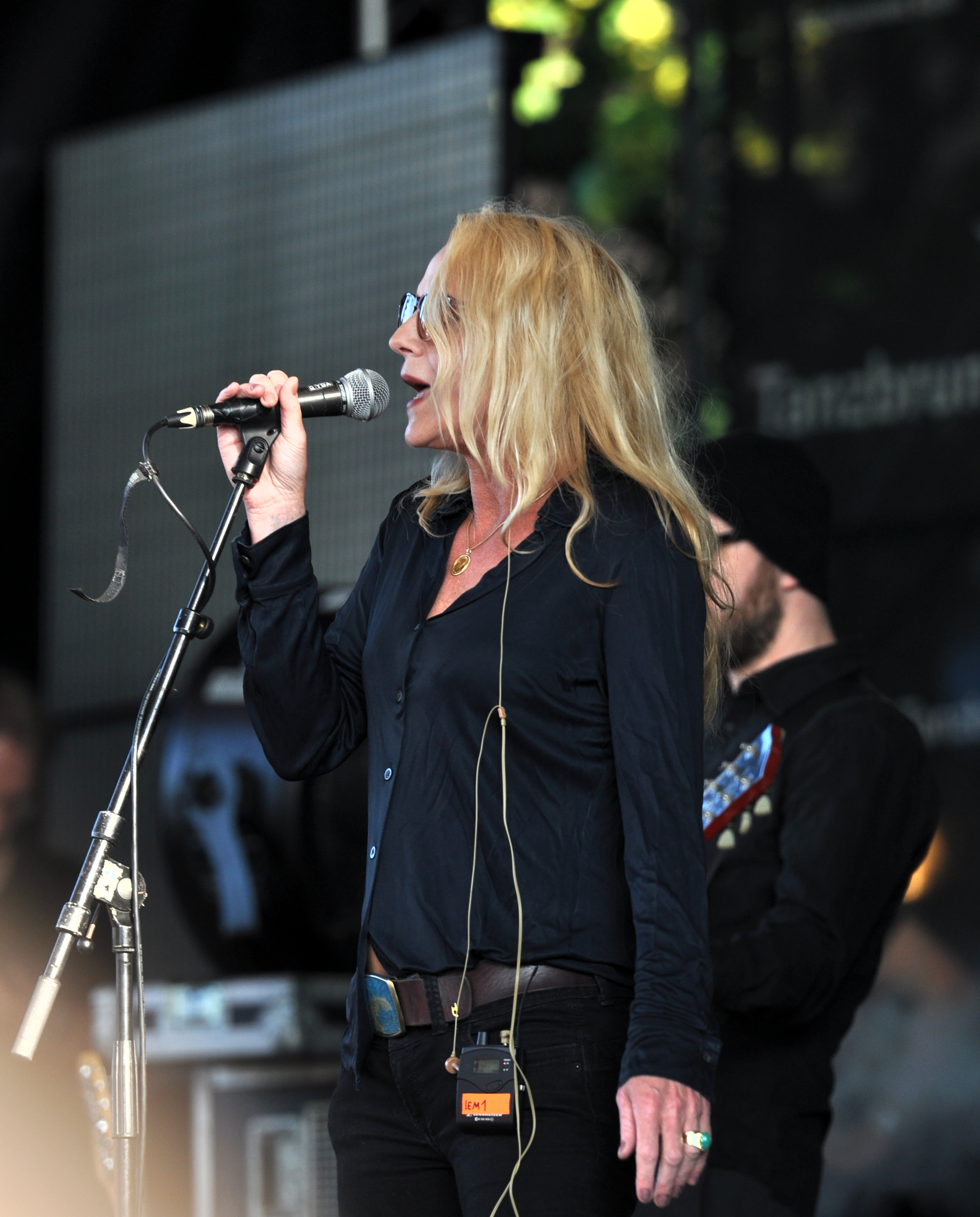
Pia Lund mit Phillip Boa and the Voodooclub beim Amphi Festival 2013

Pia Lund (* 5. Juni 1963 in Dortmund; eigentlich Heide Bohr) ist eine deutsche Sängerin, Songwriterin, Keyboarderin und unter dem Namen Pia Bohr bildende Künstlerin.

## Leben
Pia Lund erhielt als Kind Klavierunterricht. Sie studierte an der Universität Dortmund Germanistik und Sport. Pia Lund gründete 1984 zusammen mit ihrem damaligen Partner bzw. Ehemann Phillip Boa die Band Phillip Boa and the Voodooclub. Dort übernahm sie Keyboard, Synthesizer und die hohen Gesangsparts. Viele Songs sind maßgeblich von Lunds Komposition bzw. Gesang geprägt, etwa die Singles Container Love und And then she kissed her, die sich auch in den Charts platzieren konnten.
1986 begründete Lund zusammen mit Phillip Boa das Label Constrictor Records. Neben den Platten von Phillip Boa and the Voodooclub wurden dort etwa 50 Alben und 10 Singles deutscher und vor allem britischer Independentbands wie z. B. von Jowe Head, Talulah Gosh und Television Personalities veröffentlicht. Zweigbetriebe des Labels waren der Constrictor Musikverlag (oder Constrictor Publishing) und Film Noir. Im Jahr 1991 beendete das Label seine Arbeit. Auf Film Noir sind seit 1998 alle Veröffentlichungen von Phillip Boa and the Voodooclub und den Beangrowers erschienen.
Im Jahr 1997 trennten sich Phillip Boa und Pia Lund. Pia Lund verließ die Band Phillip Boa and the Voodooclub aufgrund persönlicher Differenzen.
Zwei Jahre später erschien ihr Debütalbum Lundaland auf EastWest Records. Ihr zweites Soloalbum Gift veröffentlichte Pia Lund auf ihrer Website. Im Jahr 2001 erschien Pia Lunds Remix-Album La Folie Angelique auf EastWest Records, das Remixe von To Rococo Rot, Console, Phillip Boa, von den Sofa Surfers, Kreidler, Hans Nieswandt u. a. enthält. Seit dem Jahr 2003 war Pia Lund wieder Mitglied bei Phillip Boa and the Voodooclub und beteiligte sich am Album C 90. Ende 2013 beendete sie zum zweiten Mal ihre Arbeit bei Phillip Boa and the Voodooclub.
Seit 2000 ist Pia Lund unter ihrem Geburtsnamen Pia Bohr als bildende Künstlerin tätig. Inspiriert von den Plastiken des Surrealisten und Dadaisten Hans Arp fertigt sie Holz- und Bronzeskulpturen. Sie ist seit Juni 2014 zweite Vorsitzende der Künstlervereinigung Dortmunder Gruppe und Mitglied der Dortmunder ARTgenossen.
Pia Lund lebt und arbeitet in Dortmund im Kreuzviertel.

## Werk

### Alben mit Phillip Boa and the Voodooclub
- 1984: Most Boring World (limitiertes Mini-Album)
- 1985: Philister (Ja! Musik)
- 1986: Philistrines (Red Flame)
- 1986: Aristocracy (Constrictor)
- 1988: Copperfield (Polydor)
- 1989: Hair (Polydor)
- 1990: Hispañola (Polydor)
- 1991: Helios (Polydor)
- 1993: Boaphenia (Polydor)
- 1994: God (Motor Music)
- 1996: She (Motor Music)
- 2003: C 90 (RCA/BMG)
- 2005: Decadence & Isolation (Motor Music)
- 2007: Faking To Blend In (Motor Music)
- 2009: Diamonds Fall (Rough Trade)
- 2012: Loyalty (Cargo Records)

### Solowerk
- 1999: Mixes 1 (Vinyl-Maxi, auf EastWest Records)
- 1999: Uh Uh Yeah (Single, auf EastWest Records)
- 1999:  Lundaland (Album, auf EastWest Records)
- 2000: Propaganda (Single; Selbstverlag)
- 2000: Der Himmel (Single; Selbstverlag)
- 2000: Gift (Album; Selbstverlag)
- 2001: La Folie Angélique (Remixalbum, auf EastWest Records)
- 2006: Der Himmel (Maxi, auf EastWest Records)
- 2016: Gift (Album, auf Look! Mum! No Hit!)[11]

### Ausstellungen als Pia Bohr, Holzbildhauerin
Auswahl:
- 2010: Wat auf’n Teller, Wat anne Wand, Kochen und zeitgenössische Kunst bei Pia, mit Peter Mayer, zeitgenössische Skulpturen und Malerei, Dortmund
- 2010: Contemporary Art Ruhr, Essen
- 2012: Galerie „Der Bogen“ Arnsberg
- 2012: BIG BÄNG! BIG gallery, Dortmund
- 2012: Regalien – Was uns verbindet ist das Papier, Werkstattgalerie DER BOGEN
- 2013: Intervention 2013, Urbane Räume im Ruhrgebiet – Ein Ausstellungsprojekt der „Starken Orte“ – Künstlerbünde Ruhr, Das Beste zum Schluss
- 2013: Schwarz, Weiß und Zwischentöne, BIG gallery, Dortmund
- 2014: „Vestwärts“, Kutscherhaus Recklinghausen
- 2014: „Kooperative K&freiends“, Galerie im Glashaus, Ratzeburg
- 2014: „1,8 Kubik“ Dortmunder Gruppe, Torhaus Rombergpark, Dortmund
- 2015: „Pia Bohr gemeinsam mit Künstlern der Neuen Leipziger Schule und der Universität der Künste Berlin“, Achtzig Galerie, Berlin
- 2016: „einblicke“ Städtischer Kunstankauf 2015, Torhaus Rombergpark
- 2016: „Paragone“ Bohr/Held, September, Torhaus Rombergpark, Dortmund
- 2017: Galerie Plan D, Düsseldorf
- 2017: „Jahresausstellung“, Big Gallery, Dortmund
- 2018: „Revierkunst 2018“, Herten
- 2018: „Art Ruhr“, Bildhauersymposium, Schwerte, Rohrmeisterei Plateau
- 2019: „Phantasie in Farbe und Bewegung“, Peschkenhaus Moers
- 2019: „Grafik aus Dortmund“, Dortmunder U
- 2020: „Moderne Skulptur und Malerei“, achtzig Galerie, Berlin
- 2020: Reset Reset Reset, Kunstverein Peschkenhaus, Moers
- 2020: dadado, Internationale DaDa-Messe-Dortmund
- 2021: Format Quadrat, Dortmunder Gruppe, städtische Galerie Torhaus Rombergpark
- 2022: Touch Me I Am Sick, Grzegorzkishows, Berlin, Prinzenalle
- 2022: Raum Zeit Kapsel, Dortmunder Gruppe, städtische Galerie Torhaus, Rombergpark
- 2022: Grafik Kalender Dortmund